# Matías Pérez (aeronauta)
Matías Pérez (Portugal, principios del siglo XIX - golfo de México, desaparecido el 29 de junio de 1856) fue un sastre y toldero portugués que se trasladó a La Habana (Cuba), donde comenzó un exitoso taller de marquesinas y toldos (El Rey de los Toldos) en la calle Neptuno.
A mediados de junio de 1856 realizó en La Habana un primer vuelo exitoso en globo, y voló varios kilómetros. Días después realizó el segundo intento desde el centro de la ciudad de La Habana, pero desapareció sin dejar rastros.

## Interés por la aeronáutica y vuelos famosos
Matías Pérez no fue el primer piloto de globos en suelo cubano. Antes que él estuvieron el francés Eugene Robertson (quien voló en globo el 19 de marzo de 1828), el francés Adolphe Theodore (quien hizo tres ascensiones en 1830), y el cubano Domingo Blineau (acreditado como el primer cubano que construyó un globo desde cero y personalmente generó el hidrógeno como gas elevador).
En 1856 llegó a la isla el famoso piloto francés Eugene Godard, quien era un renombrado piloto y constructor de globos.
Había construido su primer prototipo en 1845, y al año siguiente lanzó varios modelos. En 1850 construyó su globo más famoso, el Ville de París. Lo voló en muchas ocasiones, incluyendo un largo viaje desde París hasta Gits (Bélgica) el 6 de octubre de 1850.
En 1856, Eugène Godard viajó a Cuba, donde realizó vuelos de exhibición. Conoció al entusiasta Matías Pérez, con quien se hicieron amigos y volaron juntos desde La Habana el 21 de mayo de 1856.

El valiente aeronauta Godard a punto de recibir un baño de mar forzado en unión de su denodada esposa y de Matías Pérez, expresó: «Me llama la atención el entusiasmo del Rey de los Toldos por los viajes aéreos». [...] Matías Pérez logró comprarle el globo «La Villa de París», en el cual se propone efectuar muy pronto una ascensión por cuenta propia.
Nota de prensa del 21 de mayo de 1856

## Matías Pérez compra el globo
Matías Pérez le compró el globo a Godard por 1200 pesos duros.
Matías Pérez pidió permiso por escrito para volar al general español José Gutiérrez de la Concha, el capitán general de Cuba en ese momento.

Excelentísimo Señor: Hallándome próximo a emprender mi próxima ascensión la cual he dedicado al comercio de La Habana con el cual hace unos once años estoy relacionado y establecido; después de las necesarias instrucciones que he recibido del hábil aeronauta E. Gogard, cuya certificación tengo el honor de incluir y deseando dar una prueba de evidente gratitud que me anima hacia una población en la que he hallado una acogida que me hace llamarle mi patria adoptiva.
Matías Pérez

El primer vuelo tuvo lugar el 12 de junio de 1856, con excelentes condiciones atmosféricas. Pérez voló desde la Plaza de Toros (hoy Parque de la Fraternidad, a 200 metros al sur del Capitolio, en el centro de La Habana Vieja) hasta el fuerte Chorrera (5300 m hacia el oeste) o hasta dos kilómetros del Cerro (posiblemente el barrio del Cerro).

## El segundo y último vuelo
El segundo vuelo tuvo lugar el 29 de junio de 1856. Los periódicos locales informaron que el viento era demasiado fuerte la tarde en que el vuelo estaba programado, haciendo que Matías Pérez retrasara su ascenso. Finalmente decidió ascender al atardecer, alrededor de las 19:00, y nunca más fue visto.
El globo ascendió rápidamente con los aires cálidos, posiblemente a más de 2000 metros, y se movió a la deriva, hacia el norte, sobre el estrecho de Florida.

## En la cultura popular

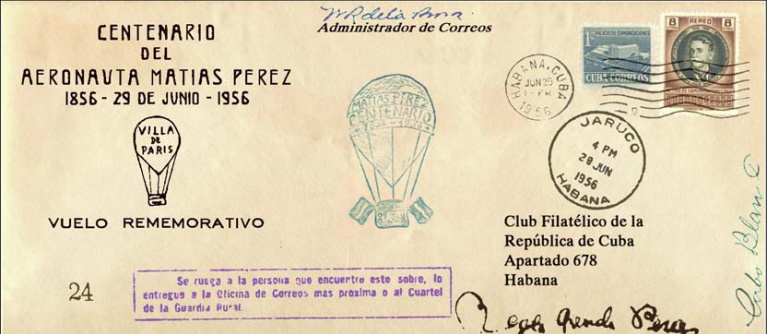
Sobre de primer día dedicado a Matías Pérez.

Pérez se convirtió en parte del folklore de Cuba: cuando alguien o algo desaparece, los cubanos dicen: «Voló como Matías Pérez».
Por orden del general español José Gutiérrez de la Concha, el capitán general de Cuba en ese momento, se llevó a cabo una búsqueda meticulosa en las provincias de Pinar del Río y La Habana. No se encontraron rastros del aerostato o de Pérez.
Matías Pérez, junto a «Ambrosio y su carabina» y al «médico chino», forman un importante trinomio del folclor cubano.
Coprefil, la agencia oficial cubana responsable del diseño, producción y venta de sellos postales, celebró el centenario del vuelo de Matías Pérez con una «edición de primer día» el 29 de junio de 1956, y lo honró de nuevo como uno de los primeros pilotos cubanos con dos sellos con valor 3 y 13 centavos, respectivamente, mostrando la Plaza de Marte, el lugar desde donde realizó su primer vuelo como propietario del globo, y el fuerte Chorrera, donde aterrizó.
En 1969, la historia de Matías Pérez se presentó en una serie de cómics del historietista Luis Lorenzo Sosa. Esta aventura de ciencia ficción afirmaba que el piloto fue secuestrado por una raza extraterrestre, quienes se lo llevaron al lejano planeta Strakon. El cómic fue lanzado semanalmente en la revista Pionero, de la editorial habanera Abril.